# Leonard P. Zakim Bunker Hill Memorial Bridge
Die Leonard P. Zakim Bunker Hill Memorial Bridge verbindet in Boston die unterirdische Stadtautobahn mit der Interstate 93 und dem U.S. Highway 1. Das Bauwerk wurde im Rahmen des städtebaulichen Großprojektes Big Dig in den Jahren 1997 bis 2002 errichtet. Die Brücke überspannt mit insgesamt zehn Fahrstreifen den Charles River und gehört mit 56 m zu den breitesten Schrägseilbrücken der Welt. Das Tragwerkskonzept des aufgrund einer neuartigen Seilführung markanten Bauwerkes entstand unter Beratung des Schweizer Professors Christian Menn. Die Brücke ist nach dem Bostoner Bürgerrechtsaktivisten Leonard P. Zakim und der Schlacht von Bunker Hill benannt.

## Konstruktion
Die Hauptbrücke weist fünf Öffnungen mit Stützweiten von 39,6 m und 34,1 m in den südlichen Seitenfeldern, 227 m im Hauptfeld sowie 76,2 m und 51,8 m in den nördlichen Seitenöffnungen auf. Die Länge zwischen den beidseitigen Bewegungsfugen beträgt 430 m.
Die beiden Pylone der zweihüftigen Schrägseilbrücke weisen eine λ-Form auf und sind zentrisch über den acht Fahrstreifen der I 93 angeordnet. Zwei zusätzliche seitliche Fahrstreifen einer Rampe liegen einseitig, östlich neben den Pylonen, die insgesamt 98,4 m hoch sind und aus Stahlbeton bestehen.
Die Brücke weist eine ungewöhnliche Seilführung im Fächersystem auf. Aufgrund der exzentrischen Fahrstreifenanordnung sind in der Hauptöffnung zwei Seilebenen vorhanden, die am Rand des Brückenträgers in einem Seilabstand von 6,0 m verankert sind. Im Gegensatz dazu ist in den beiden Randfeldern nur eine in Brückenträgermitte verankerte Seilebene vorhanden. Außerdem sind die Seile nicht nur in der senkrechten Pylonspitze verankert, sondern auch in den schrägen Pylonstielen.
Der Fahrbahnträger ist im Hauptfeld als leichte Konstruktion mit Stahllängsträgern zur Verankerung der Seile und mit rechtwinkelig  dazu angeordneten, 3,0 m hohen Stahlquerträgern im Abstand von 6,0 m ausgebildet. Die Fahrbahnplatte besteht aus Stahlbeton. Die Seitenfelder besitzen dagegen einen schweren Spannbetonüberbau.

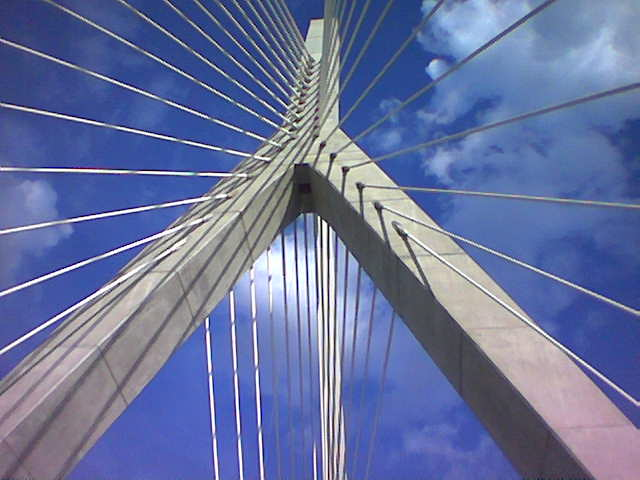
Seilanordnung am Pylon
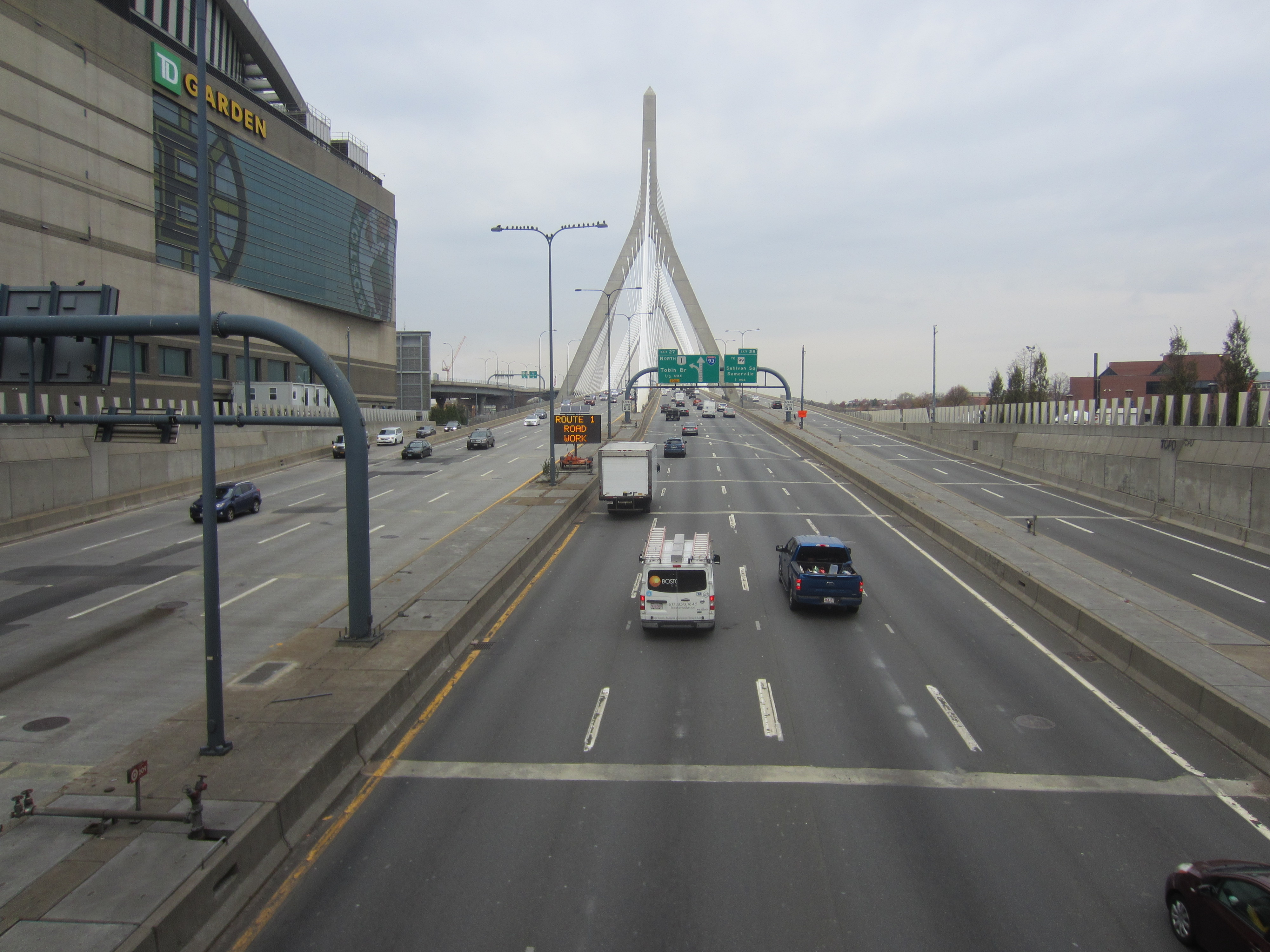
Aus dem Tunnel zur Brücke
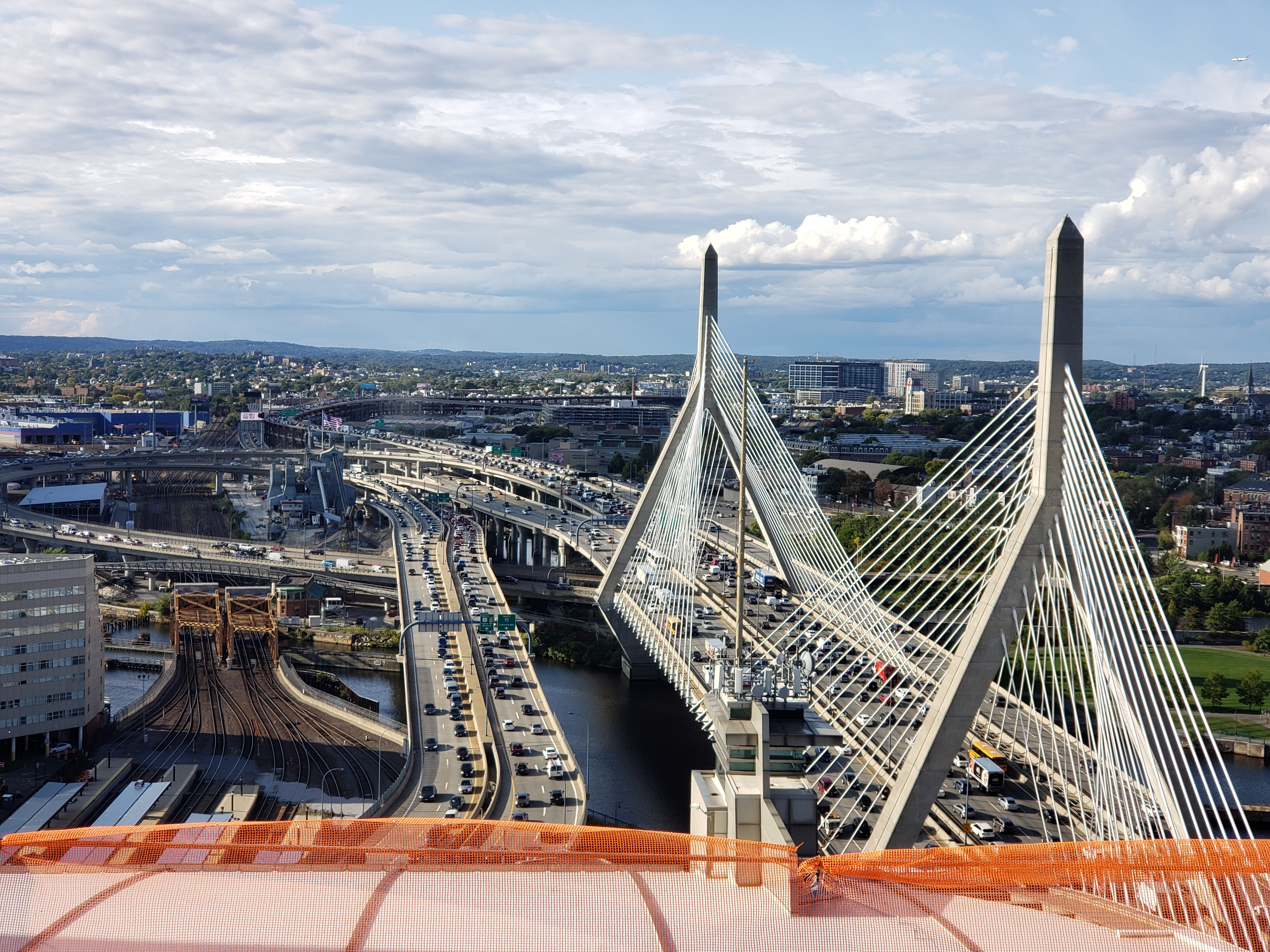
Brücke im Verkehrsnetz

## Trivia
Die Brücke ist die zweitlängste Brücke in Massachusetts nach der Tobin Bridge und vor der Sagamore Bridge.